# Stadskleuren

Vlag van Groningen (stad) in de stadskleuren.

De stadskleuren of gemeentekleuren zijn kleuren die terugkomen in de stadsvlag of gemeentevlag. Steden hebben sinds de middeleeuwen wapenschild en vlaggen. Veel gemeenten hebben later nog een vlag of wapenschild gekregen of aangenomen. De stadskleuren worden vaak afgeleid uit de heraldische kleuren van het wapenschild. Iedere kleur heeft ook een verschillende betekenis.
| groep                | Gebruikelijke naam | Weergave in zwart-wit                                          | Symbolische betekenis | Voorbeeld |
| -------------------- | ------------------ | -------------------------------------------------------------- | --------------------- | --------- |
| Officiële kleuren    | blauw              | horizontale arcering                                           | wetenschap, waarheid  |           |
| Officiële kleuren    | rood               | verticale arcering                                             | moed, opoffering      |           |
| Officiële kleuren    | groen              | diagonaal van linksboven naar rechtsonder                      | mildheid, hoop        |           |
| Officiële kleuren    | zwart              | effen zwart of horizontale en verticale arcering               | gevaar, kracht        |           |
| Officiële kleuren    | purper             | diagonaal van linksonder naar rechtsboven                      | waardigheid           |           |
| Niet algemeen erkend | oranje             | verticale onderbroken lijnen van afwisselend punten en strepen | waarheid              |           |
| Niet algemeen erkend | bruin              | verticaal en diagonaal van linksboven naar rechtsonder         | macht                 |           |
| Overige              |                    | de kleur die het afgebeelde stuk in werkelijkheid heeft        |                       |           |
| Metalen of tincturen | goud of geel       | puntjes                                                        | wijsheid, rijkdom     |           |
| Metalen of tincturen | zilver of wit      | effen wit                                                      | trouw                 |           |

## Galerij
Voorbeelden van vlaggen waarin de stadskleuren duidelijk zijn verwerkt:

Vlag van Mechelen
Vlag van Arnhem
Vlag van Amsterdam
Vlag van Brugge
Vlag van New York

## Trivia
- In de sport wordt er met tenues soms ook naar stadskleuren verwezen.

adelaar · Agnus Dei · alliantiewapen · andreaskruis · ankerkruis · armoriaal · baldakijn · barensteel · Belgische leeuw · bezant · Bourgondisch kruis · brisure · cartouche · centaur · cordelière · dekkleed · dorpsvlag · dorpswapen· drieberg · dubbelkoppige adelaar · dwarsbalk · fleur de lis · fleuron · Friese adelaar · gaande leeuw · gecarteleerd · Gelderse leeuw · gepaald · gravenkroon · groot wapen · griffioen · hartschild · helmkroon · helmteken · heraldische kleur · herautstuk · hermelijn · hoed · Hollandse tuin · huismerk · Jeruzalemkruis · karbonkel · keizerskroon · keper · koek · kromstaf · kroon · krukkenkruis · kwartier · kwartileren · kwartierzoom · leeuw · markiezenkroon · merlet · molenijzer · motto · muurkroon · nassaublauw · natuurlijke kleur · Nederlandse leeuw · Nederlandse Maagd · ombrellino · ordeketen · palen · pentagram · pijlenbundel · raadselwapen · raaf · respectant · riddertoernooi · rijksbanier · rijkskleuren · rijksstandaard · rijkswapen · roos · Rudolfinische keizerskroon · Saksenros · Saladins Adelaar · scharlakenrood · schildhoofd · schildhouder · schildvoet · schildzoom · schoof · schuinbalk · schuinstreep sinister · sinister · sleutels van Petrus · socialistische heraldiek · sprekend wapen · stadskleuren · standaard · stedenmaagd · ster · tinctuur · vair · vermeerdering · vlag · vorstenhoed · vrijheidshoed · vrijkwartier · vrouwenwapen · wapen · wapenbelasting · Wapenboek Beyeren · Wapenboek Gelre · wapenbord · wapendiploma · wapendier · wapenkast · wapenkoning · wapenmantel · wapenrecht · wapenrol · wapenstier · wapentent · wassende en afnemende maan · Waterlandse zwaan · Westfriese boomwapens · wildeman · wolfsangel · wrong